# Alcinoüs (filosoof)
Alcinoüs was een Romeins platonistisch filosoof uit de 2e eeuw n.Chr.
Alcinoüs behoorde tot het zogenaamde middenplatonisme en is vooral bekend omwille van zijn traktaat Didaskalikos tôn Platônos dogmatôn (Handboek van het Platonisme), dat bewaard en overgeleverd is tot onze tijd.
In dit werk beschrijft hij het werk van Plato als een mengeling van Platonisme, Aristotelisme en Stoïcisme. Geleerden nemen echter aan dat hij bepaalde aspecten aan de leer van latere denkers ontleende en deze aan Plato toeschrijft om zo het platoonse systeem te vervolledigen. Zo schrijft hij bepaalde elementen uit de logica, die duidelijk afkomstig zijn van Aristoteles, toe aan Plato, alsook de traditionele opdeling van de filosofie in de drie domeinen van de ethiek, de logica en de fysica, zoals die gemaakt werd door Aristoteles en de stoïcijnen.
Hiermee geeft Alcinoüs blijk van weinig eigen filosofisch talent.
Volgens Alcinoüs was de bezielde wereld onsterfelijk en niet door god gecreëerd, maar door hem slechts "uit een diepe slaap gewekt". De ideeën (Idea) kwamen direct voort uit de geest van god en waren de hoogste vorm van het menselijk intellect. Alcinoüs verschilde wel van de vroege Platonisten door de ideeën aan algemene wetten te onderwerpen.